# Reinhard Furrer
Reinhard Alfred Furrer, född 25 november 1940 i Wörgl i Österrike, död 9 september 1995 i Berlin, var en tysk astronaut.

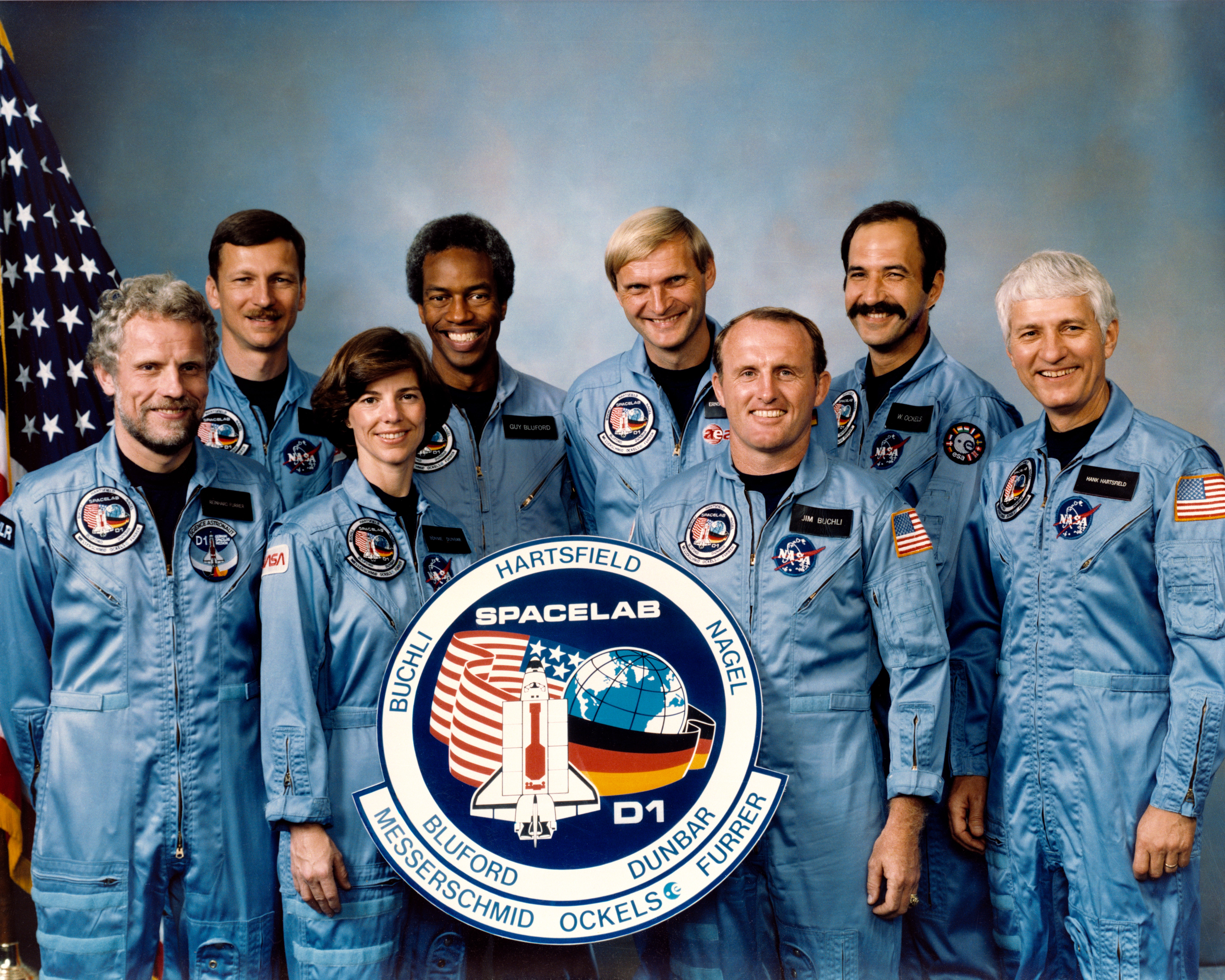
Besättningen till missionen STS-61-A, Reinhrad Furrer står längst till vänster.

Efter Andra världskriget var Furrers familj tvungen att flytta till Tyskland där de fick ett hem i Kempten (Allgäu). Furrer började studera fysik i Kiel och vid Freie Universität Berlin. Under studietiden hjälpte han personer från Östberlin att fly till stadens västra del. Till exempel konstruerade han enligt uppgifter från museet om Berlinmuren en vagn för transport av jordmassor ur en tunnel. Furrer fick 1969 sitt diplom och 1972 blev han doktor. Efter en tid i Stuttgart gjorde Furrer 1979 sin habilitation och sedan var han två år i USA vid Argonne National Laboratory i Chicago.
Redan 1977 ansökte han om anställning vid tyska centret för luft- och rymdfart som sökte en astronaut för expeditionen med Spacelab. Vid den första flygningen med modulen var hans kollega Ulf Merbold med, men Furrer blev nominerad för den andra missionen med Spacelab tillsammans med tysken Ernst Messerschmid, nederländaren Wubbo Ockels och amerikanerna Henry Hartsfield, Steven Nagel, Bonnie Dunbar, James Buchli och Guion Bluford. Furrers uppgifter var huvudsakligen fysikaliska experiment.
Efter rymdresan blev Furrer 1987 professor och direktor för Institutet för rymdforskning vis Freie Universität Berlin.
Furrer var även engagerad som sportpilot. Han fick sin licens 1974 och gjorde bland annat en resa över Grönlands inlandsis och ett enmansflyg från Tyskland till Quito i Ecuador. Efter 1986 var han president åt Aircraft Owner and Pilot Association i Tyskland.
Den 9 september 1995 deltog Furrer i en flygshow vid Johannisthals flygfält i Berlin. Vid en konstflygmanöver gick något snett och planet havererade. Furrer och hans kollega Gerd Kahdemann dog på platsen.